# Hoplia laetitiae
Hoplia laetitiae är en skalbaggsart som beskrevs av Guido Sabatinelli 1983. Hoplia laetitiae ingår i släktet Hoplia och familjen Melolonthidae. Inga underarter finns listade i Catalogue of Life.